# Eschweiler (Heinsberg)
Eschweiler is een plaats in de Duitse gemeente Heinsberg, deelstaat Noordrijn-Westfalen.